# Баптистерий в Пизе
Баптистерий Святого Иоанна (итал. Battistero di San Giovanni) — баптистерий на Пьяцца деи Мираколи в Пизе. Выдающийся памятник итальянской романской и готической архитектуры и скульптуры. Начало строительства — 1152 год, окончание — 1363. В хронологическом порядке это сооружение более позднее, чем Пизанский собор, и более раннее, чем Пизанская башня.
Самый большой баптистерий в мире. Высота здания — 54,86 м, диаметр — 34,13 м.

## История

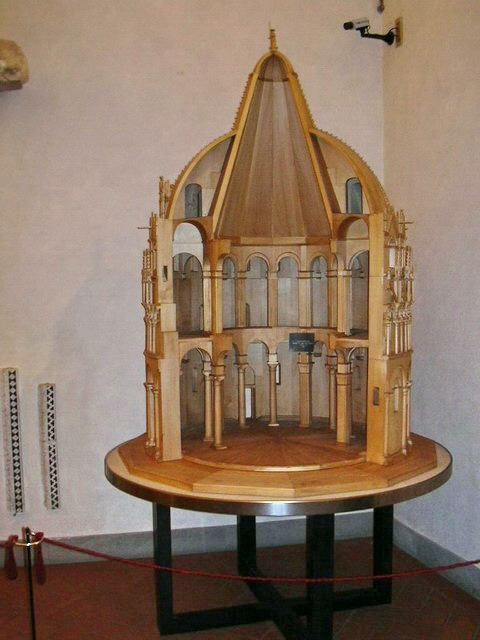
Макет баптистерия в.

Внутри здания, на столбе справа от восточного входа имеется надпись, указывающая дату закладки баптистерия:
Здесь 1153 год указан по пизанскому календарю и соответствует 1152 по григорианскому календарю.
А надпись на столбе слева называет имя первого архитектора баптистерия — Диотисальви:
Диотисальви руководил строительством до приблизительно 1180 г. и завершил возведение первого яруса, исключая капители внутренних столбов и колонн.
Во 2-й пол. XIII и 1-й пол. XIV века руководство работами осуществляли Никколо Пизано и его сын Джованни Пизано. Ими были возведены второй и третий ярусы.
С 1362 строительство возглавил мастер Челлино ди Незе. Как полагают современные исследователи, ему принадлежит завершение сооружения двойного купола.
К 1384—1386 баптистерий в основном принял свой современный вид. Свидетельством тому были выполненные в эти годы фрески Антонио Венециано в Кампо-Санто со сценами из жития Св. Раньери, на которых баптистерий был изображен уже с завершенным двойным куполом.

## Наружный вид

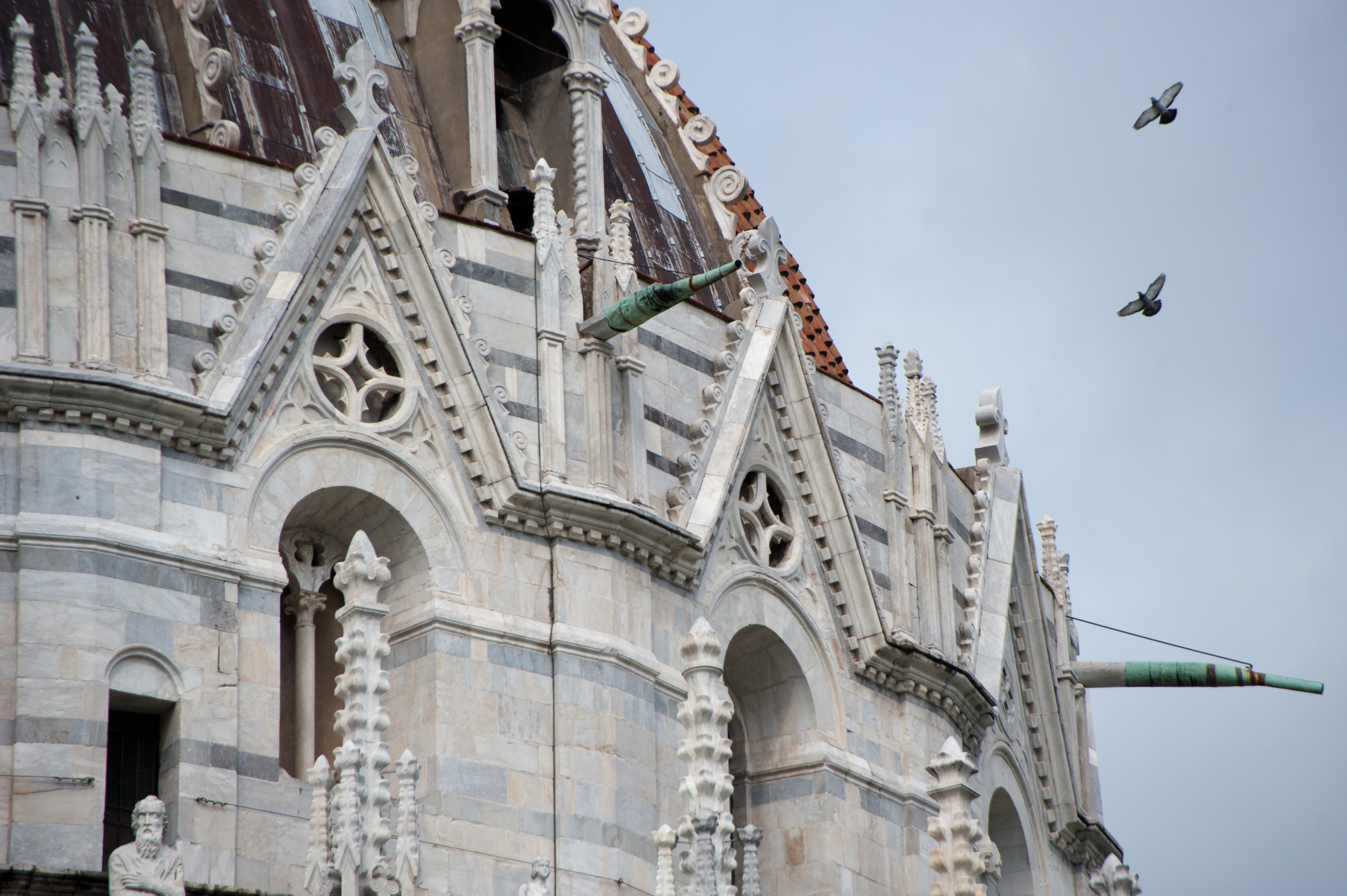
Третий ярус.

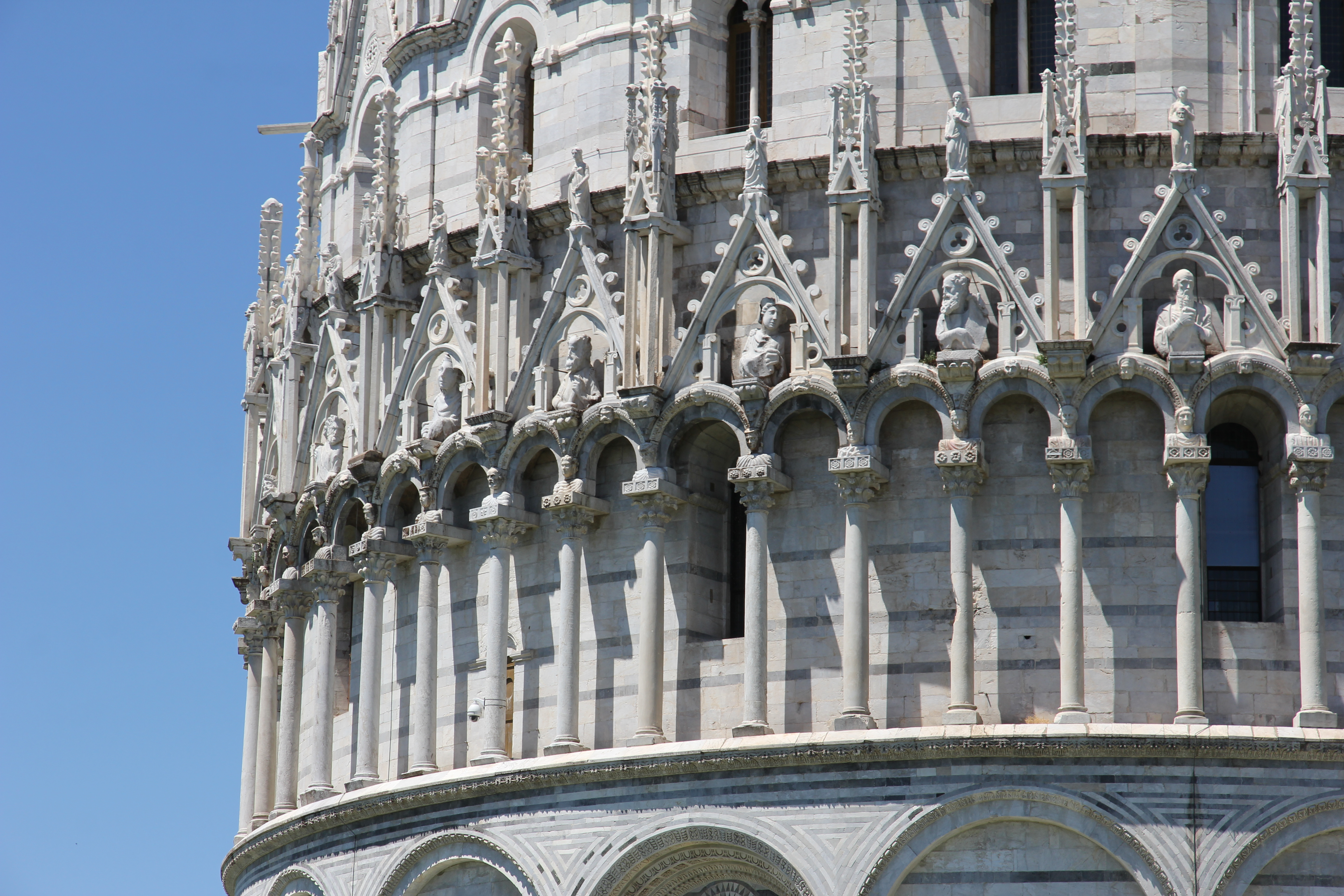
Второй ярус.

Диотисальви начинал строить баптистерий в романском стиле, но достраивалось здание уже в готическом стиле. В результате, нижний ярус баптистерия украшен снаружи строгими романскими округлыми арками с узкими окнами, тогда как второй ярус украшен каменной резьбой и сдвоенными арками с готическими щипцовыми навершиями. Окна третьего яруса также имеют щипцовые навершия. Все здание облицовано белым мрамором с инкрустацией зелёным и серым мрамором.
Большую художественную ценность представляет богатое наружное скульптурное убранство баптистерия, в особенности бюсты и статуи второго яруса, выполненные Никколо и Джованни Пизано и их учениками. Сохранившиеся оригиналы этих скульптур находятся в настоящее время в Музее собора.
Предполагается, что по проекту Диотисальви здание должно было иметь пирамидальную крышу. Однако впоследствии в дополнение к уже имевшемуся пирамидальному куполу поверх него был построен ещё один — более широкий полусферический (см. фото макета баптистерия).
Восточная сторона купола снаружи покрыта свинцовыми пластинами. Это покрытие не было закончено, как полагают, из-за экономических трудностей, и оставшаяся западная часть была покрыта черепицей.
Баптистерий построен на той же неустойчивой песчаной почве, что и находящаяся неподалёку Пизанская башня, и тоже имеет наклон (0,6 градуса в сторону собора).
Слева от главного входа на косяке расположена загадочная надпись. Идентичный текст встречается на ряде других церквей Тосканы 8-12 вв.

## Восточный портал

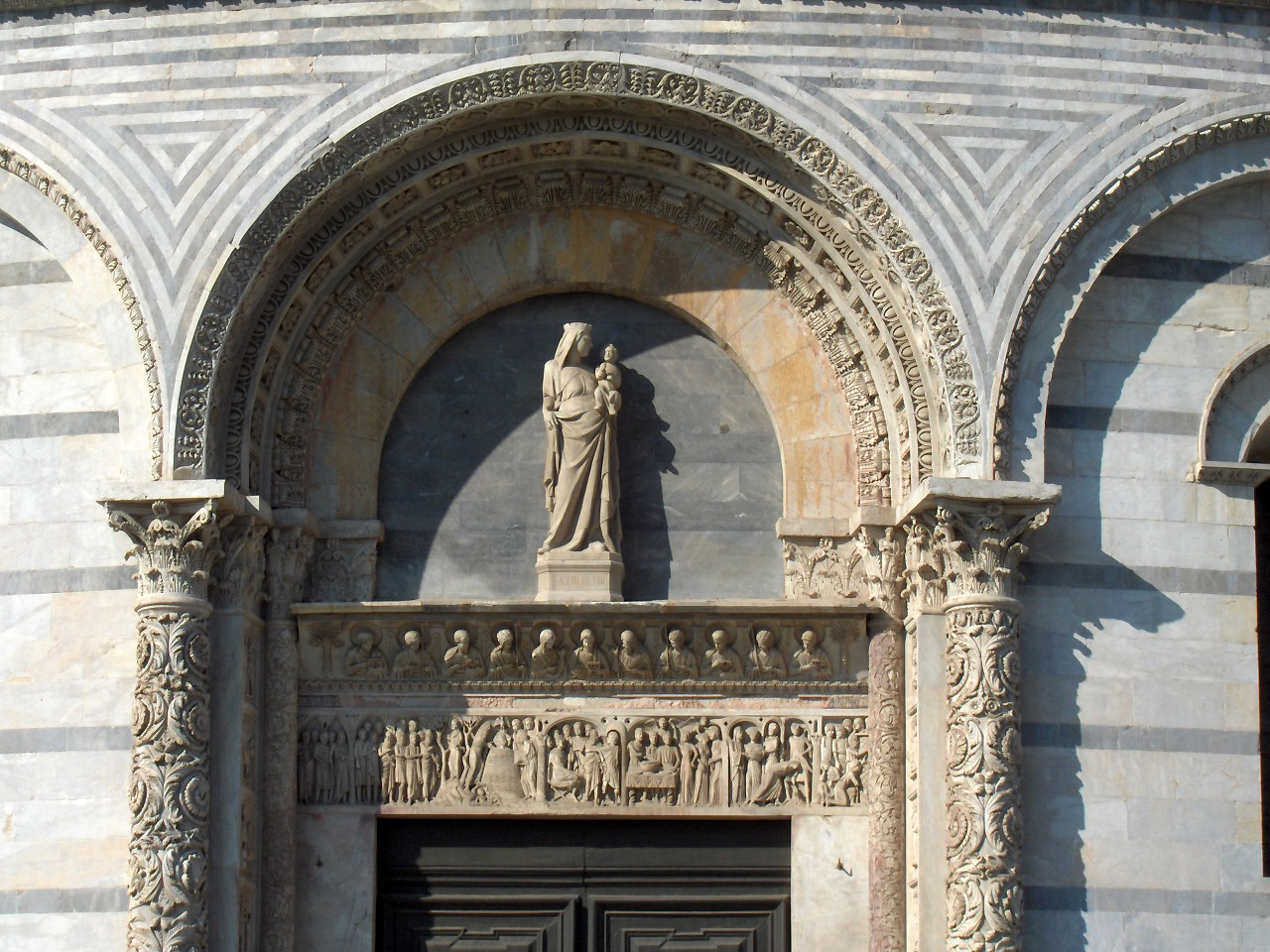
Восточный портал (верхняя часть)

Восточный портал баптистерия (см. фото), обращенный к собору, является основным. Он содержит следующие элементы:
- Пара внешних колонн. Они украшены резным растительным орнаментом и коринфскими капителями.

- Пара пилястр. Каждая из пилястр несет одиннадцать рельефных панелей. На левой пилястре — месяцы года, представленные в виде сцен сельскохозяйственных работ и символических фигур[3] (снизу вверх, от января до декабря; сентябрь и октябрь объединены на одной панели). На правой пилястре, снизу вверх — царь Давид, сошествие Христа в ад, апостолы, Мария, "мужи галилейские", Иисус Христос.

- Пара более тонких внутренних колонн. Они также украшены резным растительным орнаментом и капителями, подобными коринфским.

- Архитрав. Содержит два скульптурных пояса. В нижнем поясе — сцены из жизни Иоанна Крестителя (проповедь, явление Христа, крещение Христа, арест, пир Ирода с танцем Саломеи, казнь и Саломея с головой Иоанна Крестителя, положение во гроб). В верхнем поясе — Христос с Мадонной и Иоанном Крестителем в окружении ангелов и евангелистов. В композициях и стиле этих рельефов, так же как и в рельефах архивольта (см. ниже), исследователи усматривают сильное византийское влияние[4].

- Тимпан. Сейчас в нём находится статуя Мадонны с младенцем Иисусом. Это копия скульптуры Джованни Пизано (1306). Ранее по сторонам от Мадонны находились также статуи Иоанна Крестителя и Иоанна Богослова[5][6], тоже работы Джованни Пизано и его учеников. Сейчас эти две скульптуры, вместе с оригиналом статуи Мадонны перемещены в Музей собора[7].

- Архивольт. Содержит несколько поясов растительного орнамента. Между ними вверху изображен Агнец, по сторонам — старцы Апокалипсиса[8], держащие в руках чаши с фимиамом и щипковые музыкальные инструменты типа цитолей[англ.].

## Интерьер

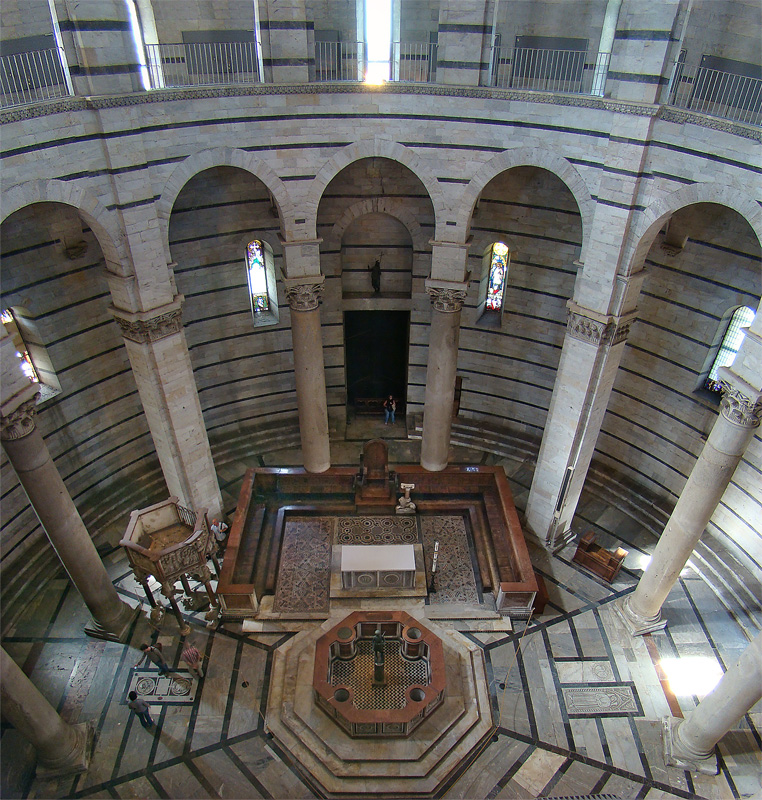
Интерьер (вид с восточной части верхней галереи).

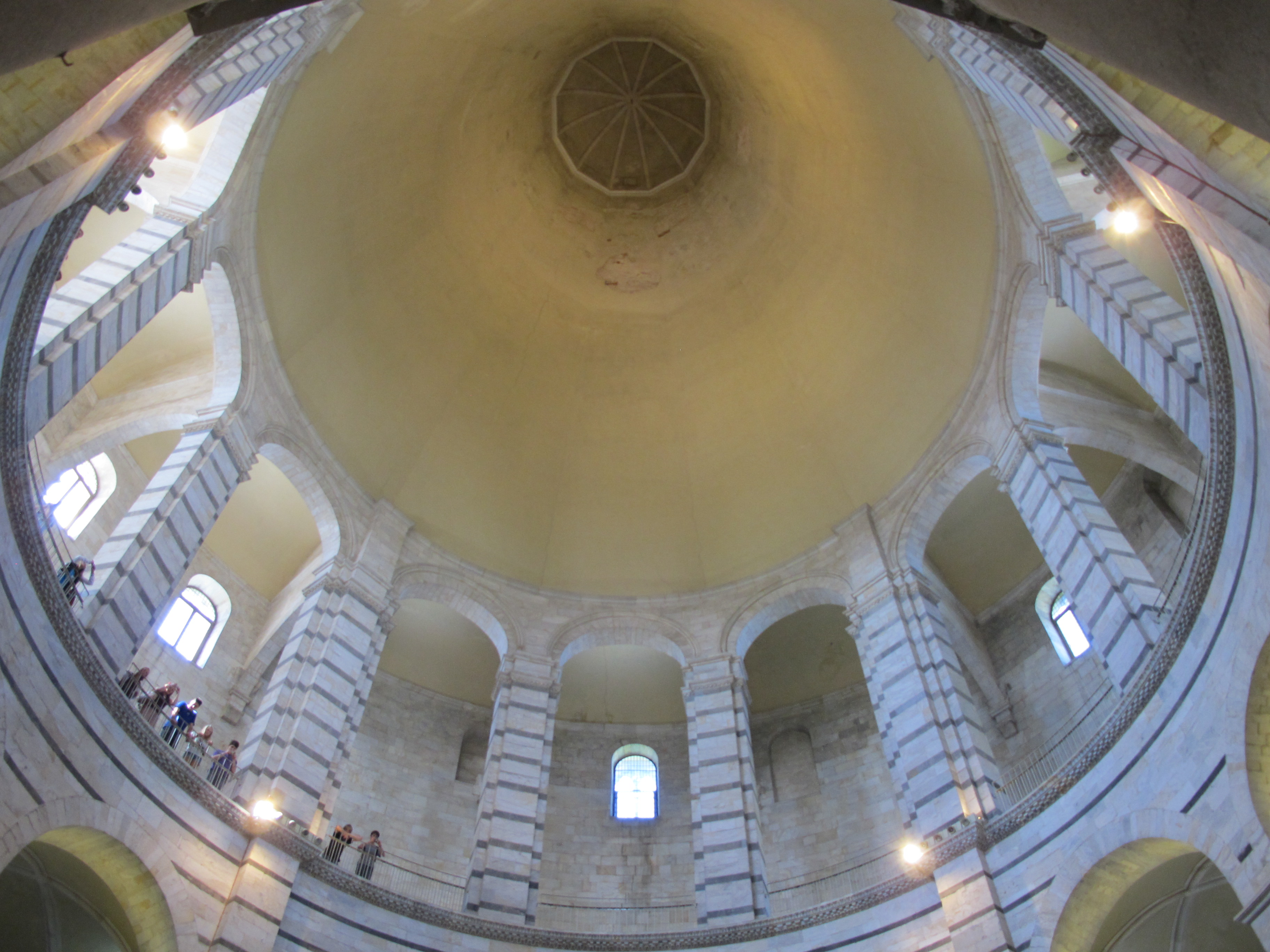
Верхняя галерея и купол.

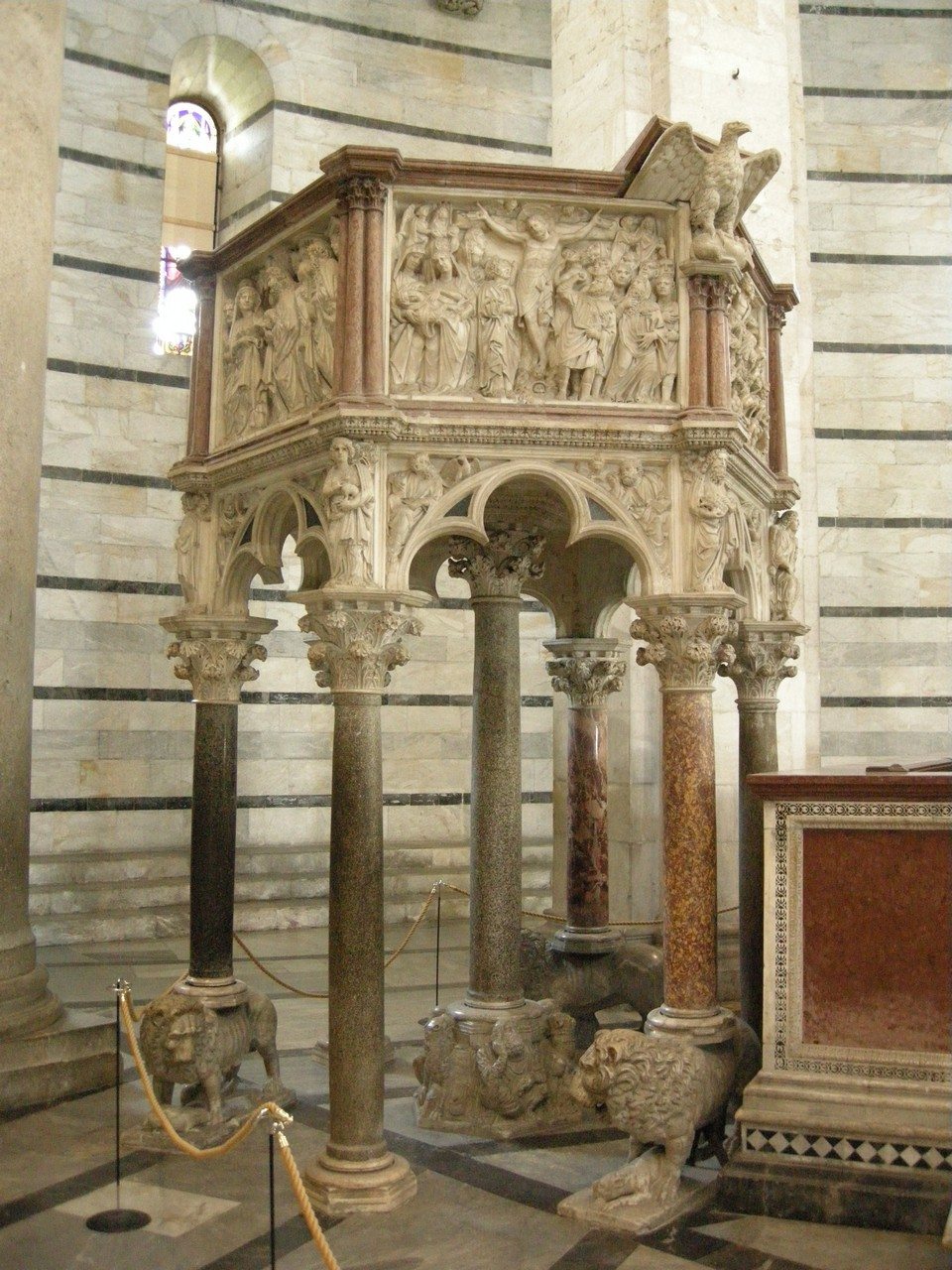
Кафедра.

Огромное внутреннее помещение здания имеет относительно мало украшений и именно благодаря его большим строгим пространствам производит сильное впечатление на посетителей.
Восьмиугольная купель в центре баптистерия датируется 1246 годом и была выполнена мастером Гвидо Бигарелли. В центре её находится современная бронзовая скульптура Иоанна Крестителя работы Итало Гризелли.
Кафедра баптистерия была создана между 1255—1260 годами Никколо Пизано. Она имеет весьма важное значение для истории европейского искусства, поскольку рассматривается как первое крупное произведение итальянского Проторенессанса. В сценах, вырезанных на кафедре, и особенно в классическом изображении обнаженного Геркулеса, Никколо Пизано предстал как подлинный предшественник итальянской ренессансной скульптуры.
Благодаря необычной конструкции крыши из двух куполов, пирамидального внутреннего и круглого внешнего, внутреннее помещение баптистерия имеет уникальные акустические характеристики.
.